# Auzouer-en-Touraine

Auzouer-en-Touraine este o comună în departamentul Indre-et-Loire, Franța. În 1 ianuarie 2022 avea o populație de 2.172 de locuitori.